# Bouzonville
Bouzonville è un comune francese di 4 254 abitanti situato nel dipartimento della Mosella nella regione del Grand Est.

## Società

### Evoluzione demografica
Abitanti censiti